# Čelivo
Čelivo je malá vesnice, část obce Postupice v okrese Benešov. Nachází se asi 4,5 km na jihovýchod od Postupic. V roce 2009 zde bylo evidováno 33 adres. Čelivo je také název katastrálního území o rozloze 5,49 km². V katastrálním území Čelivo leží i Buchov.

## Historie
První písemná zmínka o vesnici pochází z roku 1370.

## Památky
- kaple